# Razinger
Razinger je priimek več znanih Slovencev:

## Znani nosilci priimka
- Andrej Razinger (*1967), hokejist
- Anton Razinger (1851—1918), šolnik in pevec
- Barbara Razinger, farmacevtka
- Borut Razinger (1936—2006), kemik v Železarni Jesnice, gemolog
- Franc Razinger (*1944), hokejist
- Igor Razinger, zdravnik tradicionalne medicine
- Jaka Razinger, agronom - fitomedicina, entomolog
- Jože Razinger, hokejist
- Klemen Razinger (*1979), deskar na snegu
- Marko Razinger (1947—1996), kemik
- Mohor Razinger, hokejist
- Nataša Šalaja Razinger (1973—2022), naravovarstvenica, ornitologinja
- Nika Razinger (*1993), smučarska tekačica
- Tone Razinger (1921—2006), smučarski tekač
- Vid Razinger (*1974), arhitekt